# Målmand (fodbold)
 For alternative betydninger, se Målmand (flertydig). (Se også artikler, som begynder med Målmand)
Målmand, også kaldet keeper (efter det engelske ord "goalkeeper"), er i fodbold en spiller, der indtager en særlig rolle på banen. Som den eneste spiller må målmanden inden for sit eget straffesparksfelt i åbent spil lovligt røre bolden med hånden.
Målmandens primære rolle er at forhindre modstanderen få bolden over det forsvarende holds mållinje (mellem stolperne og under overliggeren). Målmænd udfører som regel målspark og rådgiver deres forsvar under hjørnespark, direkte og indirekte frispark, samt omkring markering. Målmænd spiller en vigtig rolle i at instruere strategien på banen, da de har udsigt over hele banen, hvilket giver dem et unikt perspektiv i forhold til spillets udvikling. Hvis en angriber fra det modsatte hold obstruerer målmanden i at gribe eller redde bolden, vil det normalt give frispark til målmanden. Uden for sit straffesparksfelt gælder samme regler for målmanden som for de øvrige spillere.
Hvis en målmand bliver skadet eller udvist, skal en reservemålmand tage dennes plads. Er det ikke muligt, skal en markspiller erstatte målmanden. For at erstatte en målmand der bliver udvist, skifter det ramte hold ofte en markspiller for reservemålmanden. Herefter spilles resten af kampen med ni i stedet for ti markspillere. Hvis et hold har brugt alle sine udskiftninger eller ikke har en reservemålmand, skal en markspiller tage målmandstøj på og spille som målmand resten af kampen.
Målmænd har ofte længere aktive karrierer end markspillere, og mange stopper ikke før sidst i 30'erne eller starten af 40'erne. Dette kan forklares ved, at målmand spiller en knap så fysisk krævende position med mindre løbeindsats. Eksempelvis spillede den engelske topmålmand Peter Shilton i 31 år (1966-1997), før han stoppede i en alder af 47.
Trøjen med nummer 1 er normalt reserveret til en målmand, men da der normalt er flere målmænd knyttet til et hold, vil nogle af målmændene bære andre numre.
| Fodbold | Spire Denne artikel om fodbold er en spire som bør udbygges. Du er velkommen til at hjælpe Wikipedia ved at udvide den. |